# Геррік (Іллінойс)
Геррік (англ. Herrick) — селище (англ. village) в США, в окрузі Шелбі штату Іллінойс. Населення — 358 осіб (2020).

## Географія
Геррік розташований за координатами 39°13′11″ пн. ш. 88°59′5″ зх. д. / 39.21972° пн. ш. 88.98472° зх. д. (39.219616, -88.984789).  За даними Бюро перепису населення США в 2010 році селище мало площу 0,95 км², уся площа — суходіл.

## Демографія
Згідно з переписом 2010 року, у селищі мешкало 436 осіб у 171 домогосподарстві у складі 120 родин. Густота населення становила 460 осіб/км².  Було 197 помешкань (208/км²).
Расовий склад населення:
| - 100,0 % — білих |

До двох чи більше рас належало 0,0 %. Частка іспаномовних становила 0,0 % від усіх жителів.
За віковим діапазоном населення розподілялося таким чином: 28,2 % — особи молодші 18 років, 52,3 % — особи у віці 18—64 років, 19,5 % — особи у віці 65 років та старші. Медіана віку мешканця становила 39,8 року. На 100 осіб жіночої статі у селищі припадало 95,5 чоловіків;  на 100 жінок у віці від 18 років та старших — 90,9 чоловіків також старших 18 років.
Середній дохід на одне домашнє господарство  становив 36 318 доларів США (медіана — 30 000), а середній дохід на одну сім'ю — 45 388 доларів (медіана — 40 625). За межею бідності перебувало 25,8 % осіб, у тому числі 21,5 % дітей у віці до 18 років та 32,9 % осіб у віці 65 років та старших.
Цивільне працевлаштоване населення становило 130 осіб. Основні галузі зайнятості: виробництво — 57,7 %, освіта, охорона здоров'я та соціальна допомога — 12,3 %, сільське господарство, лісництво, риболовля — 3,8 %, оптова торгівля — 3,1 %.